# Pausa (Unternehmen)
Die Pausa war eine deutsche Textildruckfirma mit Sitz in Mössingen im Landkreis Tübingen.

## Geschichte
Die Mechanische Weberei Pausa wurde 1911 von den Stuttgarter Brüdern Artur und Felix Löwenstein in Pausa im Vogtland gegründet. 1919 übernahmen die Brüder eine 1871 gegründete Mössinger Buntweberei und verlegten den Sitz ihres Unternehmens nach Stuttgart, später nach Mössingen. Im Oktober 1923 wurde das Unternehmen in eine Aktiengesellschaft umgewandelt. Neben der Herstellung von Webstoffen des täglichen Bedarfs verlegte das Unternehmen den Schwerpunkt auf die Produktion künstlerisch anspruchsvoller Dekorationsstoffe, für die 1921 eine eigene Druckabteilung eingerichtet wurde. Zur Erlangung der Entwürfe stand sie im Austausch mit Vertretern aus dem Deutschen Werkbund wie Richard Herre, mit renommierten Schulen wie der Frankfurter Kunstschule oder dem Bauhaus sowie mit der Wiener Werkstätte und den Vereinigten Werkstätten München. Der Stuttgarter Architekt Richard Döcker errichtete 1922–1925 ein neues Gebäude für die Handdruck-Abteilung der Pausa. 1928 folgte eine moderne Shedhalle. Die Kontakte mit dem Bauhaus kamen möglicherweise über das Stuttgarter Ehepaar Lily und Hans Hildebrandt zustande. Drei Absolventinnen des Bauhauses entwarfen Ende der 1920er Jahre Stoffe für die Pausa: Friedl Dicker (1898–1944), Lisbeth Oestreicher (1902–1989) sowie die gebürtige Lettin Ljuba Monastirskaja (1906–1941), die sogar als Leiterin des Entwurfsbüros der Weberei eingestellt wurde.

### Nationalsozialismus
1933 spielte die Belegschaft der Pausa eine zentrale Rolle beim Mössinger Generalstreik, einer der deutschlandweit wenigen Protestaktionen gegen die „Machtergreifung“ der Nationalsozialisten. 1936 kam es zur „Arisierung“ der Pausa. Die Brüder Löwenstein wurden aufgrund ihrer jüdischen Herkunft gezwungen, ihr Unternehmen weit unter Wert zu verkaufen und zu fliehen. Käufer war die Unternehmensgruppe Burkhardt-Greiner. Der seit 1935 als künstlerischer Berater tätige Willy Häussler wurde zum künstlerischen Direktor der Pausa berufen. Er hatte an der Kunstgewerbeschule in München bei Josef Hillerbrand studiert und bei den Vereinigten Werkstätten in München gearbeitet.

### Nachkriegszeit
Nach kriegsbedingter Unterbrechung der Stoffproduktion gelang es Häussler ab Ende der 1940er-Jahre wieder schnell an die Größen des deutschen und internationalen Stoffdesigns anzuknüpfen. Mit Künstlern wie Willi Baumeister, Alexander Camaro, Gerhard Fietz, HAP Grieshaber, Walter Matysiak, Heinz Trökes, Mac Zimmermann oder Fritz Winter wurden sogenannte Künstlerstoffe auf den Markt gebracht. Renommierte Textilentwerferinnen und -entwerfer wie Elsbeth Kupferoth, Andreas Felger, Leo und Gretl Wollner und Eberhard Glatzer waren über Jahrzehnte für die Pausa tätig. Den Neubau eines neuen Firmenareals verwirklichte 1951–1961 der Architekt Manfred Lehmbruck. Für die Gestaltung der Repräsentationsräume wurde die Innenarchitektin und Professorin an der Staatlichen Akademie der Bildenden Künste in Stuttgart Herta-Maria Witzemann beauftragt. Den Werbeauftritt gestaltete seit Anfang der 1950er-Jahre der Gebrauchsgrafiker und Künstler Anton Stankowski. Mit der steigenden Nachfrage an Dekorationsstoffen wuchs die Pausa innerhalb von kurzer Zeit zum größten örtlichen Arbeitgeber mit 600 Beschäftigten an. In den 1950er-Jahren entstanden internationale Kooperationen mit Marimekko in Finnland, Knoll International in New York und Mira-X in der Schweiz. In den 1970er-Jahren druckte die Pausa u. a. Stoffdessins von Verner Panton.

### Von der Insolvenz zum Museum
Die Unternehmensgeschichte der Pausa endete nach einer ersten Insolvenz 2001 und einer Übernahme durch die Mittelstädter Firma Beck im Jahr 2004. Im Folgejahr wurde die Sachgesamtheit der Pausa mit Gebäuden, originaler Ausstattung und Firmensammlung als Kulturdenkmal der besonderen Art im Denkmalbuch eingetragen. Als neuer Eigentümer seit dem Jahr 2006 führt die Stadt Mössingen die Gebäude nach und nach einer neuen Nutzung zu. 2011 wurde die Tonnenhalle mit Stadtbibliothek eingeweiht. In der ehemaligen Werkskantine wird seit 2018 das Café Pausa betrieben. Die inzwischen inventarisierte Textilsammlung mit 88.000 Stoffmustern, 13.500 Entwürfen und 435 Musterbüchern wird vom Stadtmuseum Mössingen betreut, das regelmäßig Wechselausstellungen zum Thema Pausa und Textil veranstaltet. Vom 3. Mai bis zum 24. November 2019 fand in der Tonnenhalle im Pausa-Quartier in Mössingen die Ausstellung „Pausa – Jede Menge Stoff drin“ statt.